# 佐野駅

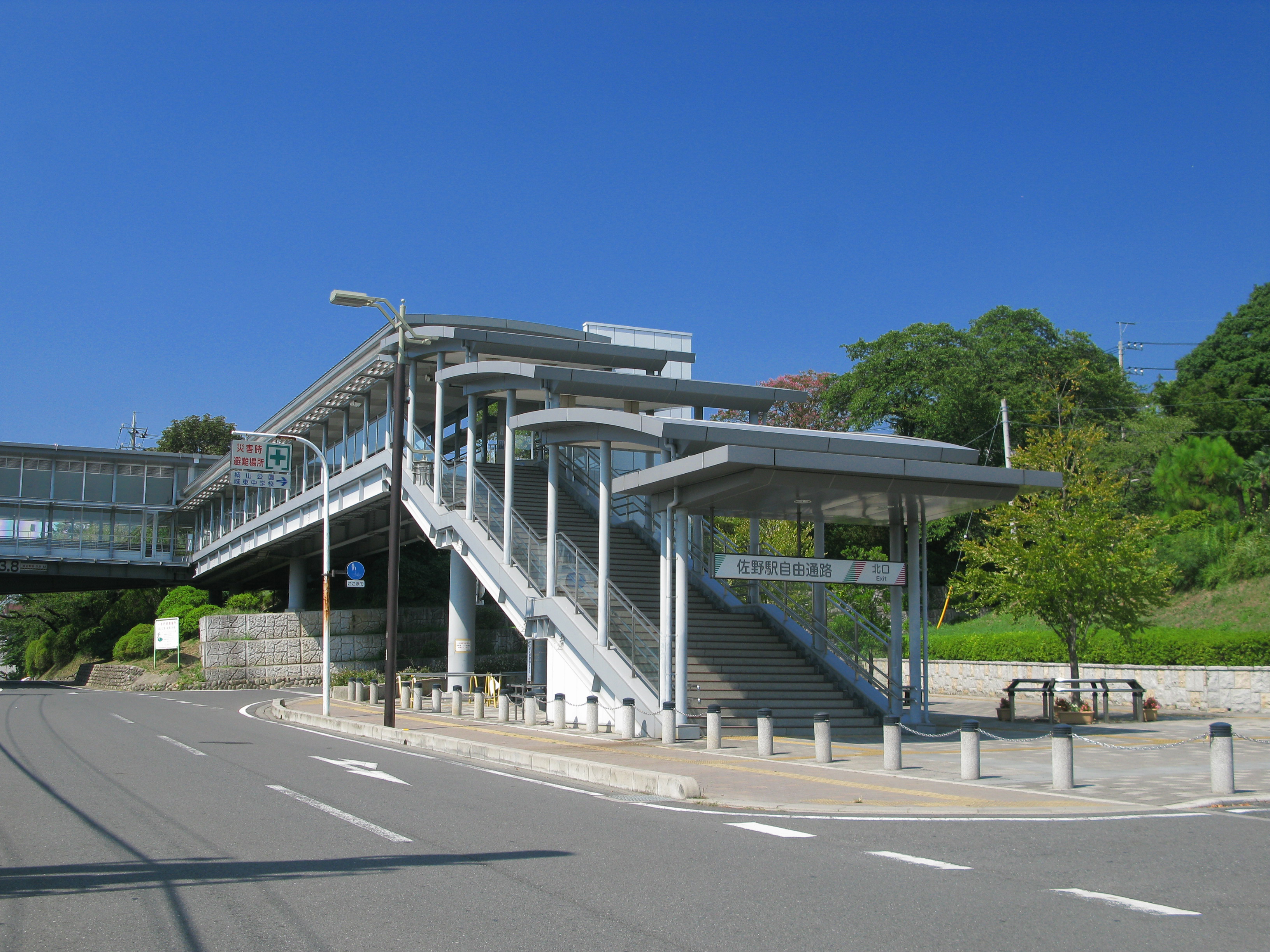
北口（2012年9月）

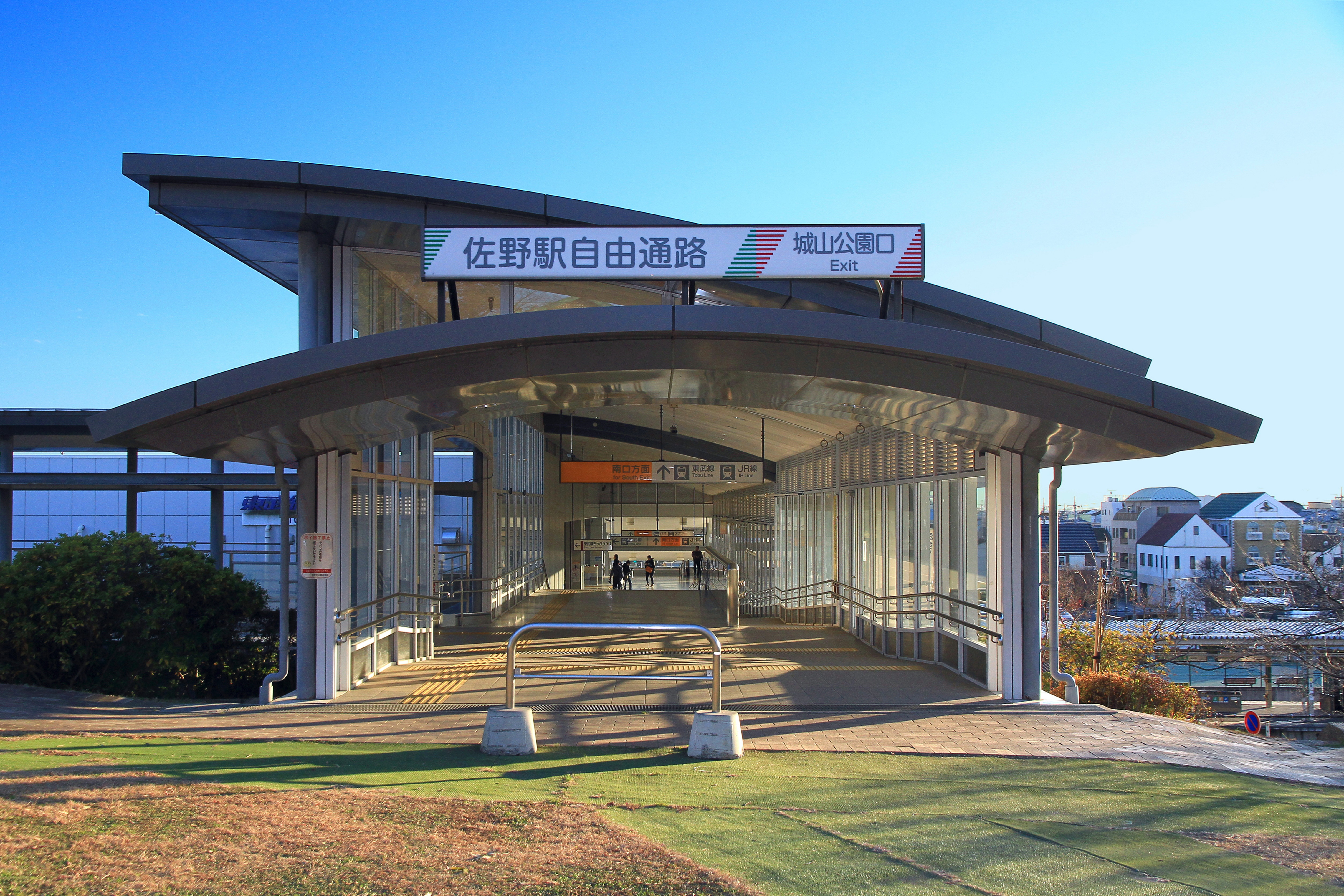
城山公園口（2012年12月）

佐野駅（さのえき）は、栃木県佐野市若松町にある、東日本旅客鉄道（JR東日本）・東武鉄道の駅である。

## 概要
佐野厄除け大師の門前町として栄えた佐野市の代表駅である。JR東日本の両毛線と、東武鉄道の佐野線が乗り入れ、接続駅となっている。橋上化以前の旧駅舎は「関東の駅百選」に選定された昭和初期の洋風木造建築であり、両毛線の他の主要駅にも同様の建築が見られた。また、旧駅舎は駅前広場が存在しない特異な形式であった。

## 歴史

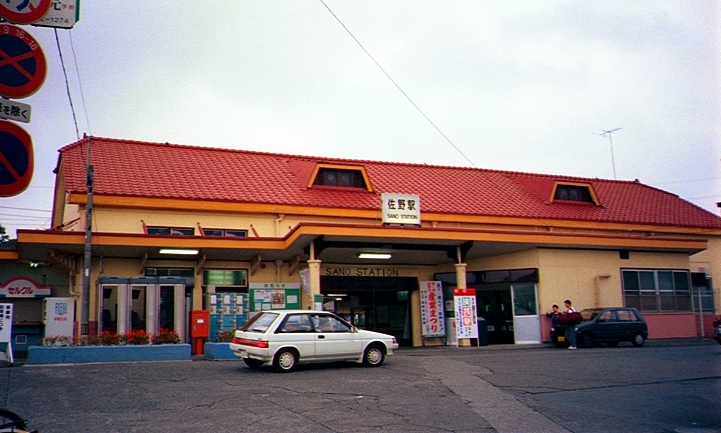
旧駅舎（1996年10月）

- 1888年（明治21年）5月22日：両毛鉄道の駅として開業[1][2]。
- 1889年（明治22年）8月10日：安蘇馬車鉄道の駅として両毛鉄道駅南側に佐野駅を開設[3]。
- 1894年（明治27年）3月20日：安蘇馬車鉄道が廃止。佐野鉄道の駅として改めて佐野駅を開業[4][注釈 1]。
- 1897年（明治30年）1月1日：両毛鉄道が日本鉄道に譲渡。
- 1902年（明治35年）9月1日：佐野鉄道佐野駅を佐野町駅に改称[6][注釈 2]
- 1903年（明治36年）6月17日：佐野鉄道佐野駅が日本鉄道駅北側に移転。連絡線を通じて日本鉄道佐野駅に連絡[7][注釈 3]
- 1906年（明治39年）11月1日：日本鉄道国有化[2]。官設鉄道に移管。
- 1909年（明治42年）10月12日：線路名称が制定され、官設鉄道の駅は両毛線の駅となる。
- 1912年（大正元年）8月12日：東武鉄道が佐野鉄道を合併。同社の佐野線となる[4]。
- 1914年（大正3年）
  - 8月2日：館林 - 佐野間が開業[8][9]。元佐野鉄道の佐野町駅廃止[8][注釈 4]。
  - 10月16日：佐野町駅（現在の佐野市駅） - 佐野駅間の現路線が開業[11]。
- 1934年（昭和9年）11月11日：沿線で陸軍特別大演習。昭和天皇乗車のお召し列車が前橋駅 - 佐野駅間で運行[12]。
- 1949年（昭和24年）6月1日：公共企業体日本国有鉄道（国鉄）発足に伴い、その所属となる。
- 1982年（昭和57年）11月15日：国鉄の貨物扱い廃止[2]。
- 1984年（昭和59年）2月1日：荷物扱い廃止[2]。
- 1987年（昭和62年）4月1日：国鉄分割民営化により、国鉄の駅は東日本旅客鉄道（JR東日本）の駅となる[2]。
- 1999年（平成11年）9月17日：1928年（昭和3年）築造の駅舎が昭和初期の洋風木造駅舎として運輸省（現・国土交通省）関東運輸局鉄道部主管「鉄道の日実行委員会」により「関東の駅百選」の一駅に認定される。
- 2001年（平成13年）11月18日：JR東日本でICカード「Suica」の利用が可能となる。
- 2003年（平成15年）4月16日：橋上駅舎化[13][14]、JR東日本の旧1番線廃止。
- 2006年（平成18年）3月：「みどりの窓口」を廃止し、「もしもし券売機Kaeruくん」が稼働開始[15][16]。
- 2012年（平成24年）2月22日：「もしもし券売機Kaeruくん」を廃止、指定席券売機が稼働開始[17]。
- 2014年（平成26年）3月：東武線の駅に自動改札機を設置。

## 駅構造
橋上駅舎を有し、南北を連絡する自由通路が設置されている。北口にはエレベーター、南口にはエレベーターとエスカレーターが設置されている。
改札口はJR・東武で分離されている。JR側の改札口は自動改札機が設置されたが、東武側の改札口は2014年3月までは有人通路のみであり、PASMO・Suica利用客用の簡易改札機（読み取り機）が設置されていた。東武の乗車券類には「入鋏省略」と印字され、入場時に改札を受ける必要がなかった。この形態は自動改札機のない東武の多くの有人駅でみられるが、2014年3月に自動改札機が設置され、ICの読み取り機は撤去された。

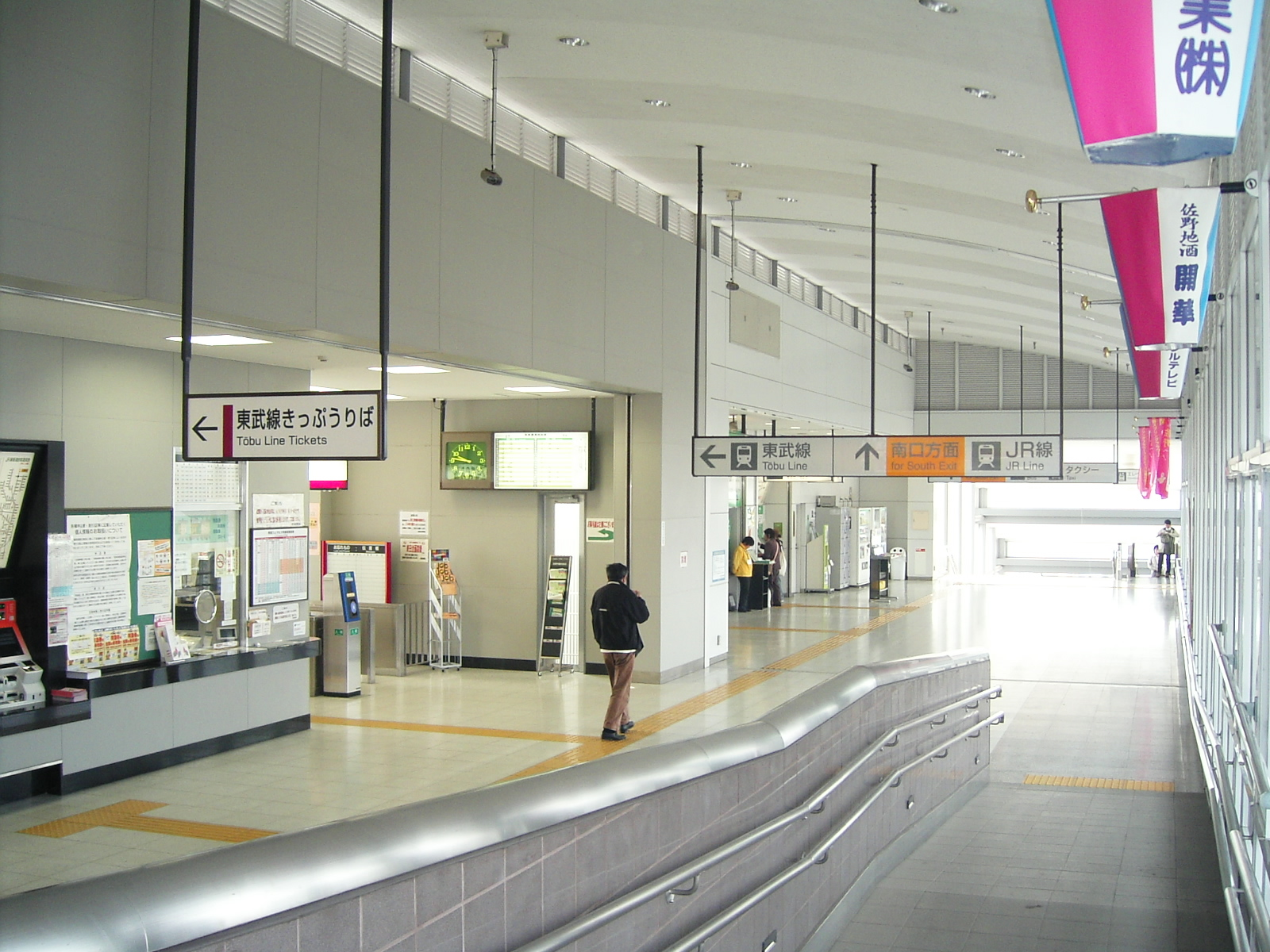
自由通路（2007年4月）

### JR東日本
島式ホーム1面2線を有する、列車交換可能な地上駅である。以前は2面3線の複合式ホームだったが、橋上駅舎開業時に1番線を廃止し、島式ホーム旧2・3番線を新1・2番線とした。小山寄りに使われなくなった旧1番線のホームと駅名標が残っている。
足利駅管理で、JR東日本ステーションサービス（2015年6月30日まではJR高崎鉄道サービス）が受託する業務委託駅。以前は直営駅（駅長配置）で、岩舟駅を管理していた。指定席券売機が設置されている。
駒形駅 - 当駅間は単線、当駅 - 岩舟駅間は複線である。

#### のりば
| 番線 | 路線    | 方向 | 行先           |
| ---- | ------- | ---- | -------------- |
| 1    | ■両毛線 | 上り | 桐生・高崎方面 |
| 2    | ■両毛線 | 下り | 栃木・小山方面 |

（出典：JR東日本:駅構内図）
岩舟方に渡り線があり、小山方面への折り返しは可能である。桐生方面への折り返しも、下り線に桐生方への出発信号機があるため可能である。毎年8月に開催される足利花火大会の多客臨時列車のうち、一部は当駅が始発・終点となっている。

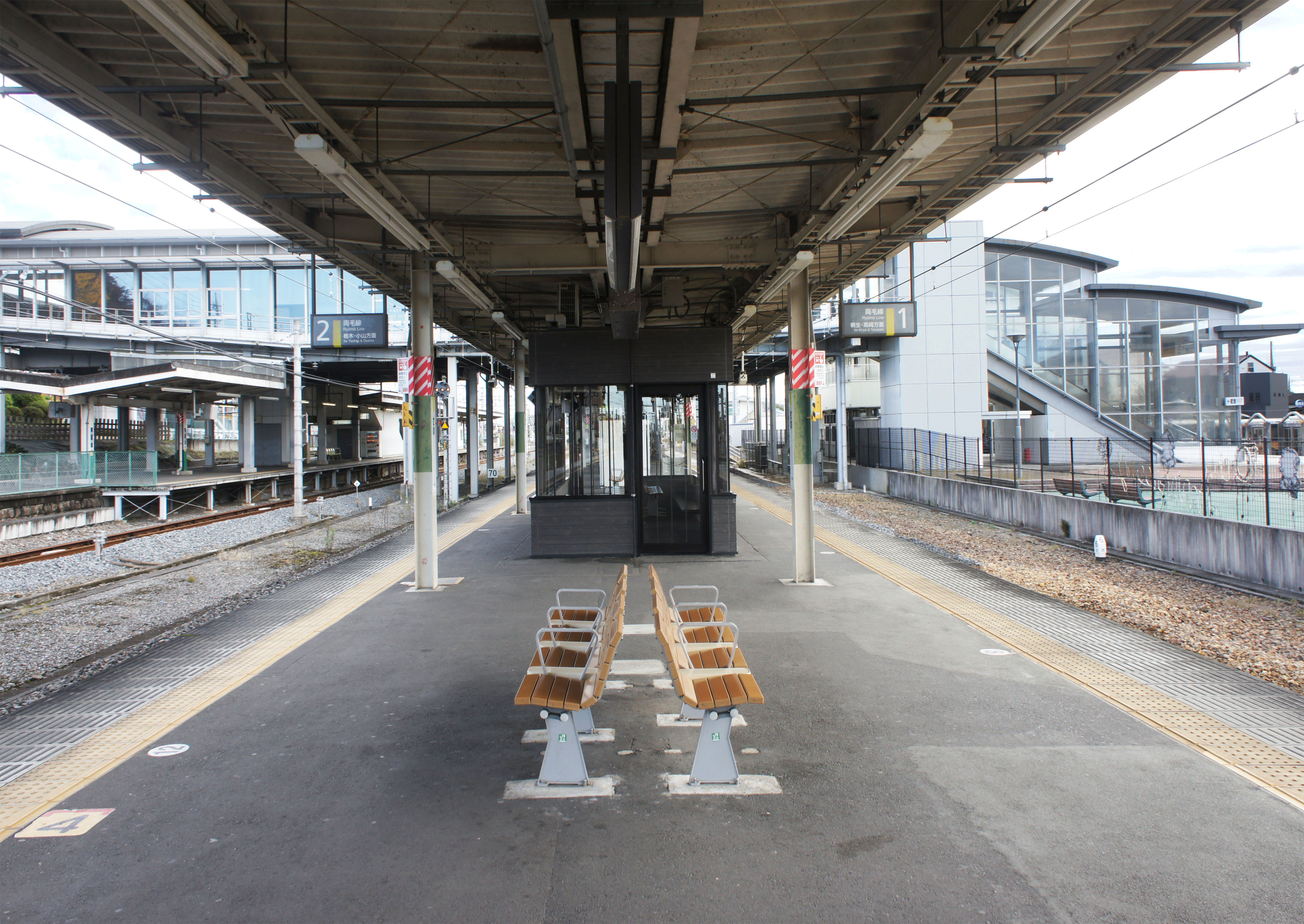
ホーム（2021年11月）
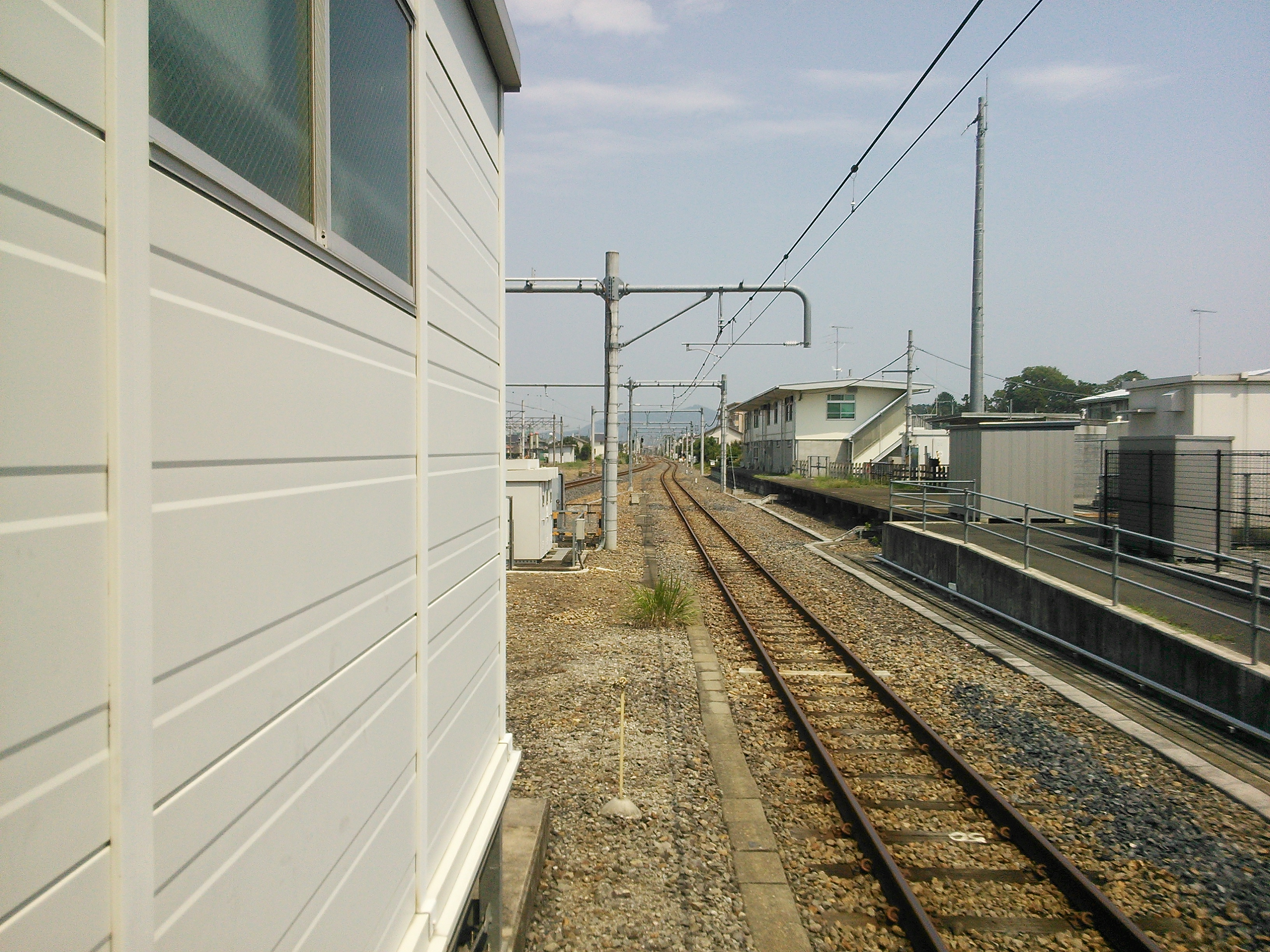
岩舟方の線路および、駅舎橋梁化以前に使われていた旧一番線ホームの一部（2013年8月）

### 東武鉄道
島式ホーム1面2線を有する列車交換可能な地上駅である。駅番号はTI 34。特急「リバティりょうもう」の停車駅。
2009年（平成21年）6月6日のダイヤ改正で館林駅 - 佐野市駅間の区間列車1往復が当駅まで延長された。2017年（平成29年）4月21日からは当駅止まりの最終列車の運転区間が葛生駅まで延長され、当駅始発のみが残される形となった。

#### のりば
| 番線 | 路線   | 方向 | 行先     |
| ---- | ------ | ---- | -------- |
| 1    | 佐野線 | 上り | 館林方面 |
| 2    | 佐野線 | 下り | 葛生方面 |

- 1・2番線とも上り下り両方面に発着できる。1番線のみ6両編成に対応しているが、2022年3月12日のダイヤ改正以降、定期列車での6両編成の発着はない。

## 利用状況

### JR東日本
JR東日本によると、2023年度（令和5年度）の1日平均乗車人員は3,253人である。
2000年度（平成12年度）以降の推移は以下のとおりである。
| 乗車人員推移       | 乗車人員推移     | 乗車人員推移 |
| 年度               | 1日平均 乗車人員 | 出典         |
| ------------------ | ---------------- | ------------ |
| 2000年（平成12年） | 3,840            | [ JR 2 ]     |
| 2001年（平成13年） | 3,790            | [ JR 3 ]     |
| 2002年（平成14年） | 3,655            | [ JR 4 ]     |
| 2003年（平成15年） | 3,737            | [ JR 5 ]     |
| 2004年（平成16年） | 3,607            | [ JR 6 ]     |
| 2005年（平成17年） | 3,523            | [ JR 7 ]     |
| 2006年（平成18年） | 3,381            | [ JR 8 ]     |
| 2007年（平成19年） | 3,381            | [ JR 9 ]     |
| 2008年（平成20年） | 3,295            | [ JR 10 ]    |
| 2009年（平成21年） | 3,295            | [ JR 11 ]    |
| 2010年（平成22年） | 3,271            | [ JR 12 ]    |
| 2011年（平成23年） | 3,315            | [ JR 13 ]    |
| 2012年（平成24年） | 3,319            | [ JR 14 ]    |
| 2013年（平成25年） | 3,542            | [ JR 15 ]    |
| 2014年（平成26年） | 3,496            | [ JR 16 ]    |
| 2015年（平成27年） | 3,529            | [ JR 17 ]    |
| 2016年（平成28年） | 3,584            | [ JR 18 ]    |
| 2017年（平成29年） | 3,600            | [ JR 19 ]    |
| 2018年（平成30年） | 3,588            | [ JR 20 ]    |
| 2019年（令和元年） | 3,347            | [ JR 21 ]    |
| 2020年（令和02年） | 2,613            | [ JR 22 ]    |
| 2021年（令和03年） | 2,968            | [ JR 23 ]    |
| 2022年（令和04年） | 3,111            | [ JR 24 ]    |
| 2023年（令和05年） | 3,253            | [ JR 1 ]     |

### 東武鉄道
東武鉄道によると、2024年度（令和6年度）の1日平均乗降人員は3,294人である。
2006年度（平成18年度）以降の1日平均乗降人員、年間乗車人員の推移は以下のとおりである。
| 乗降人員・乗車人員推移 | 乗降人員・乗車人員推移 | 乗降人員・乗車人員推移 | 乗降人員・乗車人員推移 | 乗降人員・乗車人員推移 |
| 年度                   | 1日平均 乗降人員       | 年間 乗車人員          | 出典                   | 出典                   |
| 年度                   | 1日平均 乗降人員       | 年間 乗車人員          | 1日平均                | 年間                   |
| ---------------------- | ---------------------- | ---------------------- | ---------------------- | ---------------------- |
| 2006年（平成18年）     | 2,989                  |                        | [ 広告 1 ]             |                        |
| 2007年（平成19年）     | 3,189                  |                        | [ 広告 2 ]             |                        |
| 2008年（平成20年）     | 3,192                  | 603,864                | [ 広告 3 ]             | [ 県 1 ]               |
| 2009年（平成21年）     | 3,032                  | 573,881                | [ 広告 4 ]             | [ 県 2 ]               |
| 2010年（平成22年）     | 2,936                  | 553,981                | [ 広告 5 ]             | [ 県 3 ]               |
| 2011年（平成23年）     | 2,935                  | 547,234                | [ 広告 6 ]             | [ 県 4 ]               |
| 2012年（平成24年）     | 3,067                  | 569,113                | [ 広告 7 ]             | [ 県 5 ]               |
| 2013年（平成25年）     | 3,199                  | 595,197                | [ 広告 8 ]             | [ 県 6 ]               |
| 2014年（平成26年）     | 3,232                  | 603,680                | [ 広告 9 ]             | [ 県 7 ]               |
| 2015年（平成27年）     | 3,426                  | 641,450                | [ 広告 10 ]            | [ 県 8 ]               |
| 2016年（平成28年）     | 3,493                  | 651,000                | [ 広告 11 ]            | [ 県 9 ]               |
| 2017年（平成29年）     | 3,497                  | 649,856                | [ 広告 12 ]            | [ 県 10 ]              |
| 2018年（平成30年）     | 3,468                  | 643,179                | [ 広告 13 ]            | [ 県 11 ]              |
| 2019年（令和元年）     | 3,362                  |                        | [ 広告 14 ]            |                        |
| 2020年（令和02年）     | 2,462                  |                        | [ 東武 2 ]             |                        |
| 2021年（令和03年）     | 2,769                  |                        | [ 東武 3 ]             |                        |
| 2022年（令和04年）     | 2,856                  |                        | [ 東武 4 ]             |                        |
| 2023年（令和05年）     | 3,127                  |                        | [ 東武 5 ]             |                        |
| 2024年（令和06年）     | 3,294                  |                        | [ 東武 1 ]             |                        |

## 駅周辺
南口から駅前通り（栃木県道215号佐野停車場線）を200 mほど進むと佐野市役所である。南口は中心市街地側であるが、郊外の国道50号佐野バイパスと東北自動車道佐野藤岡ICの交点付近の佐野新都市エリアに佐野プレミアム・アウトレットやイオンモール佐野新都市などの大型店舗が開業してからは、中心市街地の空洞化が顕著である。
城山口はそのまま城山公園へ通じており、毎年4月にはさくら祭りが開催される。また城山口から北西方向徒歩約8分の場所に栃木県立佐野高等学校および栃木県立佐野高等学校附属中学校がある。
佐野日本大学高等学校及び佐野日本大学中等教育学校は、佐野駅からは自転車で25分と遠いが、北口から徒歩5分程度の場所にスクールバス乗り場を設けているため、多くの生徒が当駅で下車する。

### 公的施設
- 佐野市役所
- 佐野市立図書館
- 佐野警察署

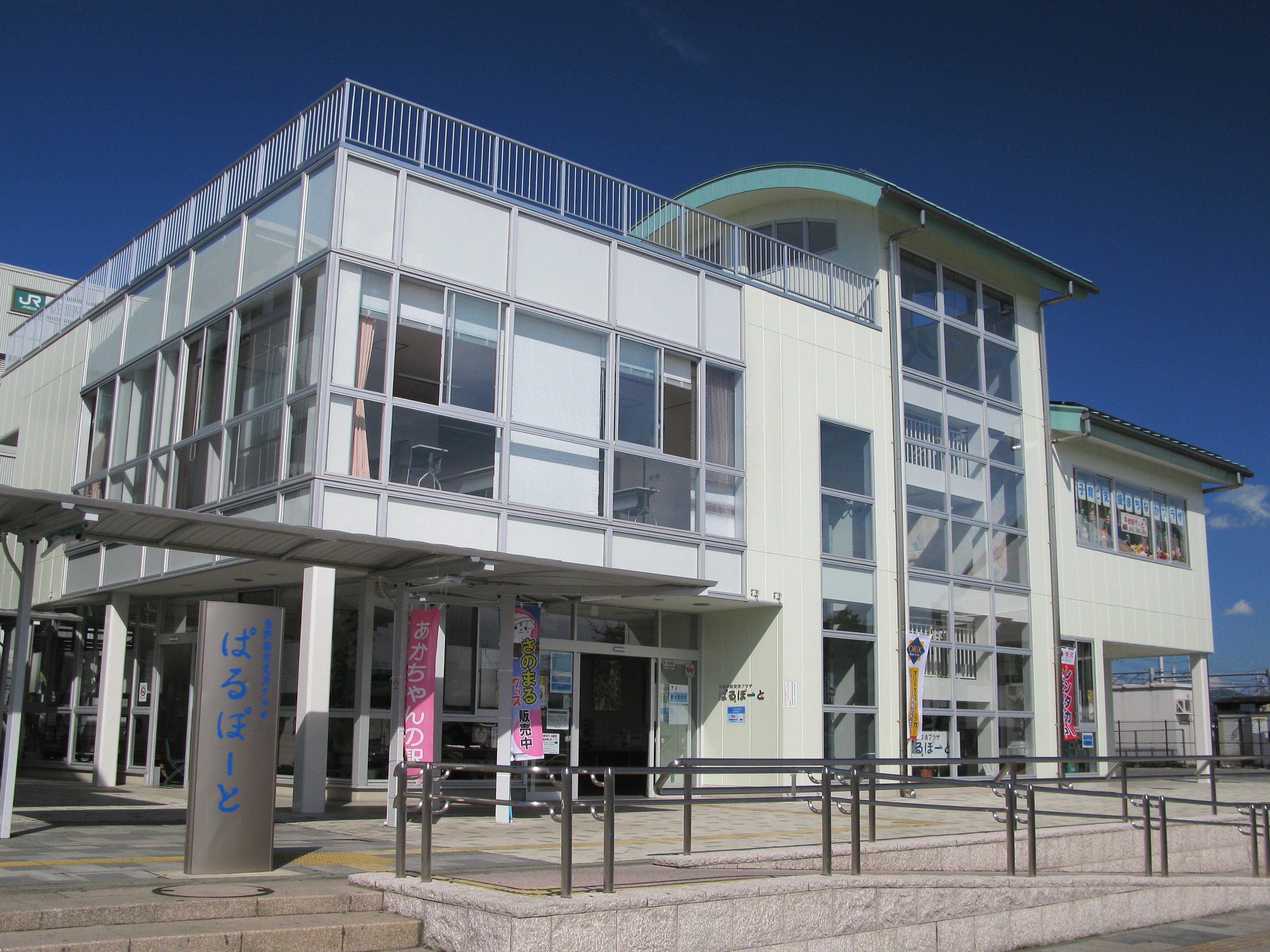
佐野駅前交流プラザ ぱるぽーと

- 佐野駅前交流プラザ ぱるぽーと（観光案内所、駅に隣接）
- 城山公園
  - 万葉の里城山記念館
- 栃木県立佐野東高等学校

### 郵便局・金融機関
- 佐野郵便局
- 佐野大和郵便局
- 佐野堀米郵便局
- 佐野信用金庫本店
- 足利銀行佐野支店
- 栃木銀行佐野支店
- 群馬銀行佐野支店
- 東和銀行佐野支店

### その他
- スーパーホテル佐野藤岡

## バス路線
路線バス
最寄りのバス停は「佐野駅」停留所であり、下記の各路線が発着する。
| 停留所 | 運行事業者                          | 系統                         | 行先                     |
| ------ | ----------------------------------- | ---------------------------- | ------------------------ |
| 佐野駅 | 関東自動車                          | 佐野新都市循環線             | 佐野新都市バスターミナル |
| 佐野駅 | 佐野市生活路線バス （さーのって号） | 植下高萩線1系統・犬伏線2系統 | 佐野新都市バスターミナル |
| 佐野駅 | 佐野市生活路線バス （さーのって号） | 運動公園循環線3系統          | 佐野駅（循環）           |
| 佐野駅 | 佐野市生活路線バス （さーのって号） | 田沼葛生線4系統・5系統       | 葛生駅南バス回転場       |

高速バス
高速バスは、当駅前ではなく佐野新都市バスターミナルに発着する。

## 隣の駅
東日本旅客鉄道（JR東日本）
■両毛線
岩舟駅 - *小野寺駅 - *犬伏駅 - 佐野駅 - 富田駅
*打消線は廃駅
東武鉄道
 佐野線
- ■特急「リバティりょうもう」停車駅

■普通
佐野市駅 (TI 33) - 佐野駅 (TI 34) - 堀米駅 (TI 35)